# マリエル難民事件
マリエル難民事件（マリエルなんみんじけん、あるいはマリエル・ボートリフト、英: Mariel boatlift）は、1980年4月15日から同年10月31日にかけて、キューバのマリエル港からアメリカに大量の難民が渡ったことによる一連の経済的・政治的危機のこと。これによって発生した難民のことをマリアリート (Marielitos) と呼ぶ。この事件の元凶はキューバ経済における不況にあるが、1980年在ハバナペルー大使館危機が大量の難民発生の引き金となった。

## 概要
1980年4月に、1万人ものキューバ人が難民申請の許可を求めてペルー大使館に押し入ると、キューバ政府はキューバを離れたいキューバ人は国を離れることができると宣言した。当時のキューバ大統領フィデル・カストロとの協定の下、キューバ系アメリカ人によって大量移住が組織された。大量の難民の到来は当時のジミー・カーター政権にとって政治的試練をもたすこととなった。難民の一部はキューバで投獄されていたり精神疾患を抱えて入院していた者であったため、カーター政権は難民への対応に苦労した。1980年10月下旬にキューバ政府と米政府が新しく協定を結んだことによって米国への新たな難民の到来はなくなることになる。それまでの期間、12万5千人ものキューバ人がフロリダに渡った。

## 原因
1980年春に、南アメリカ諸国の大使館に難民申請を求めてキューバ人が現れるようになる。1978年3月21日、レイノルド・ピネダ (Reynaldo Colas Pineda) とエステバン・フンケラ (Esteban Luis Cárdenas Junquera) という2人のキューバ人記者がハバナのアルゼンチン大使館からの難民申請の不許可に異議を唱えたことから2年間投獄される。1979年5月13日には、12人のキューバ人が、ハバナのベネズエラ大使館に車で強制突入して難民としての認可を求める。1980年1月、キューバ人の集団がペルー大使館とベネズエラ大使館に押し寄せ、ベネズエラ政府は大使を自国に呼び戻す事態に発展する。同年3月には、ペルーも大使を自国に呼び戻す。これらの一連の事件が遠因となって、1980年在ハバナペルー大使館危機に発展する。

## 難民の到来
| 月             | 到来数 (#) | 累積 (%) |
| -------------- | ---------- | -------- |
| 4月 (21日以降) | 7,665      | 6        |
| 5月            | 86,488     | 69       |
| 6月            | 20,800     | 17       |
| 7月            | 2,629      | 2        |
| 8月            | 3,939      | 3        |
| 9月            | 3,258      | 3        |
| 合計           | 124,779    | 100      |

### 航空輸送
はじめ、難民は、最終的に難民受け入れ国に移住することを条件にコスタリカに航空輸送された。しかし、それが報道されるとキューバ政府は難民は直接難民受け入れ国に移送されなければならないという条件を設定した。この航空輸送で7千500人のキューバ人がキューバを離れた。

### 海上輸送
4月20日、カストロは、受入国がある場合に限りキューバ人がマリエル港から出国することを認める。4月21日、48人の難民を乗せた最初の船がフロリダのキーウェストに到着する。4月25日には300人のキューバ人を乗せた船がマリエル港を離れる。キューバの漁船も難民をキーウェストまで輸送した。
ハイチからの難民もマリエル難民事件以前から米国に渡っていたが、マリエル事件中も軍艦等によりアメリカに渡った。